# Tempeh

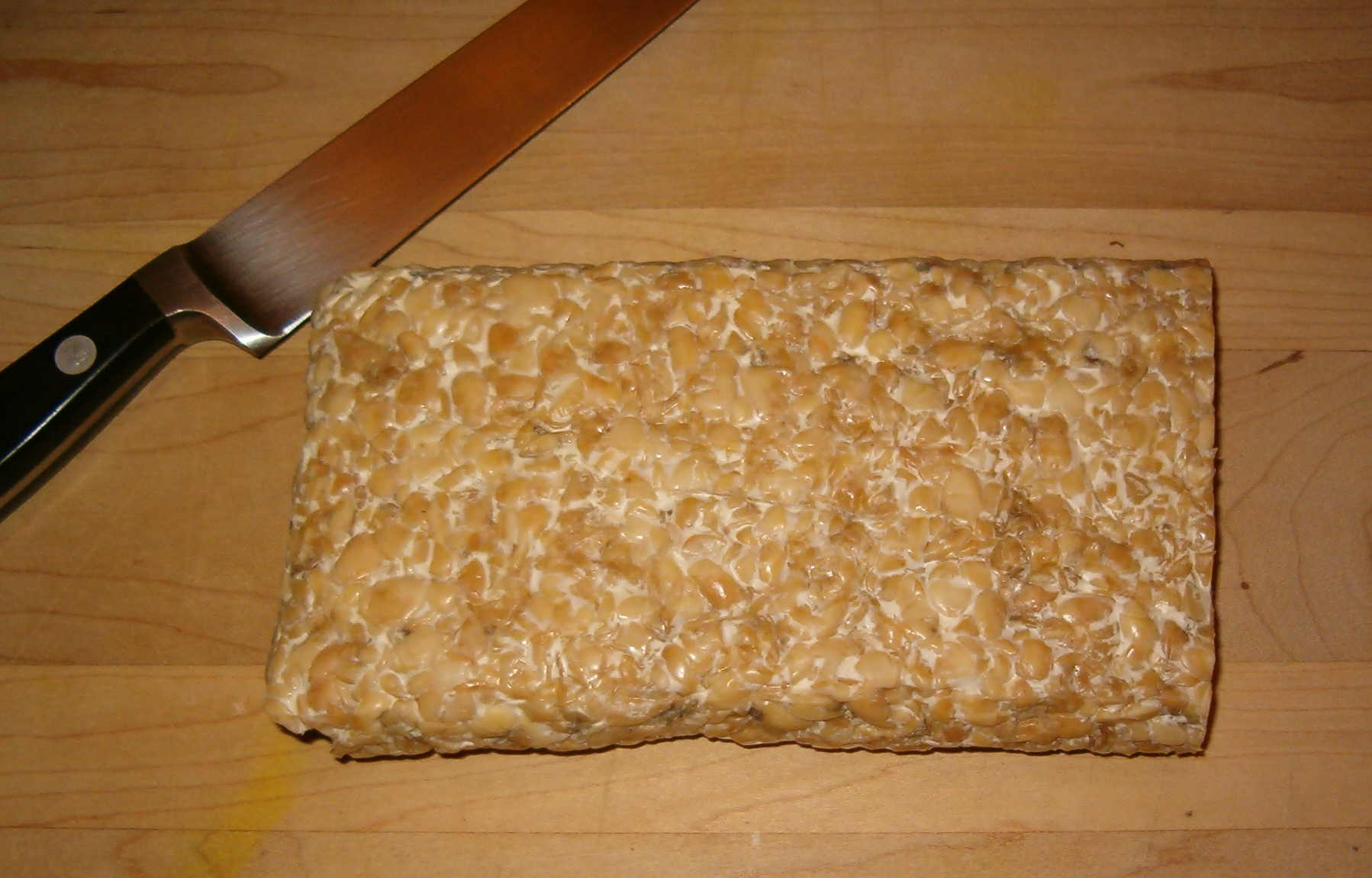
Ongekookte tempeh

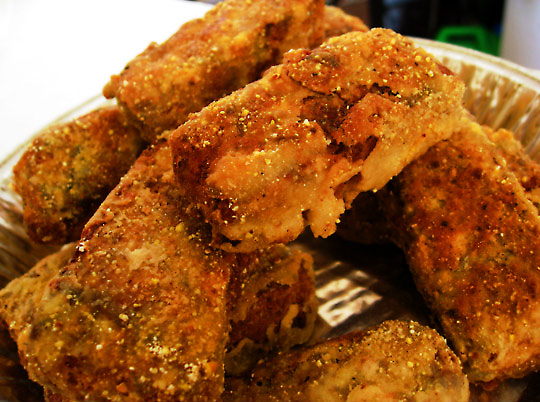
Gefrituurde tempeh

Tempeh (ook wel geschreven als tempé) is een eetbaar product van sojabonen afkomstig uit Indonesië. De bonen worden na weken en koken behandeld met de schimmel Rhizopus oligosporus.
Tempeh heeft na bereiding een licht zure smaak. Het neemt andere smaken goed op en is daardoor geschikt als ingrediënt voor verschillende gerechten. Het wordt veel gebruikt in de Indische en Indonesische keuken en is in het westen ook populair als onderdeel van vegetarisch en veganistisch voedsel.

## Gezondheid
Tempeh is rijk aan vitaminen uit de B-groep en nicotinezuur. Verder bevat het vezels en mineralen zoals calcium en ijzer, fosfor, magnesium, kalium, zink en mangaan. Het is vetarm en cholesterolvrij. Door fermentatie gedurende de bewerking worden de voedingsstoffen beter verteerbaar en componenten zoals oligosachariden (raffinose en stachyose) en fytines afgebroken. Het resultaat is een product met een verteerbaarheidscoëfficiënt van 86%, dat rijk is aan hoogwaardige eiwitten met alle essentiële aminozuren.
Tempeh heeft een gunstige werking tegen diarree; het maakt het voor ziekmakende micro-organismen lastig zich aan de darmwand te hechten.
Uit onderzoek van de universiteiten van Loughborough en Oxford uit 2008 bleek dat consumptie van het aan tempeh verwante tofoe door senioren tot verslechtering van het geheugen lijkt te leiden, als formaldehyde als conserveringsmiddel is gebruikt, maar het gefermenteerde tempeh kan door de grote hoeveelheid aanwezige folaten juist een positief effect op de hersenen hebben.

## Herkomst
Tempeh is vrijwel zeker afkomstig van Java. Het wordt voor de eerste maal vermeld in 1875, in een Javaans-Nederlands woordenboek. In 2012 kreeg Indonesië het verzoek te beschrijven wat tempeh is en aan welke eisen het moet voldoen. Dit zal als standaard worden toegevoegd aan de Codex Alimentarius van de Wereldgezondheidsorganisatie van de Verenigde Naties.

## Uitspraak
Zoals in alle Indonesische namen en woorden komt bij de uitspraak de klemtoon te liggen op de een na laatste lettergreep, in dit geval op de letter 'e' van 'tem'.